# HLA-G

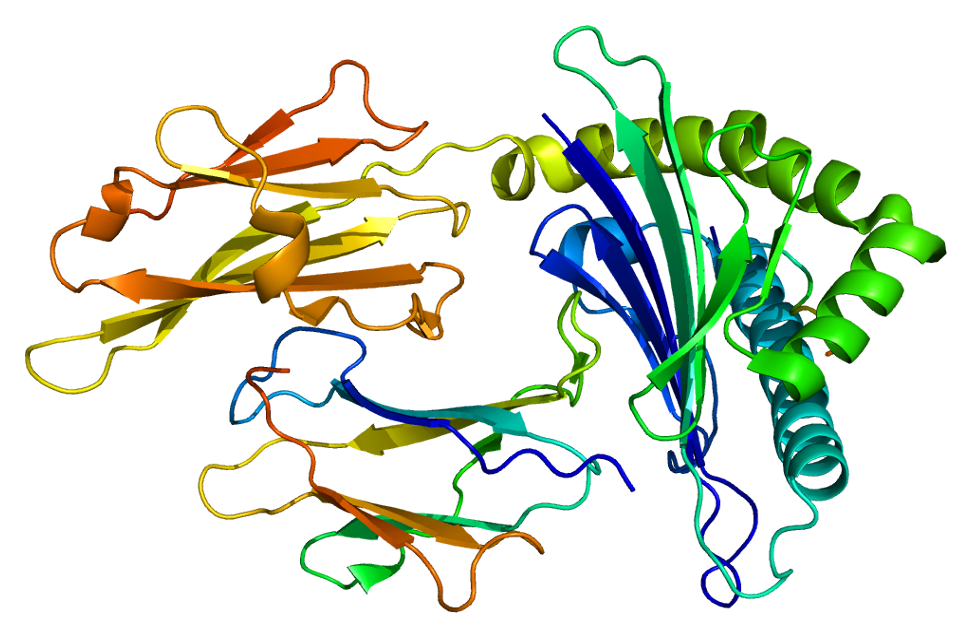
Estrutura proteica da molécula de HLA-G.

Mapa genético mostrando o loci HLA

Antígeno Leucocitário Humano G (HLA-G) (em inglês Human leukocyte antigen G) é uma das móleculas de MHC classe I não envolvidas na apresentação de antígenos, junto com HLA-E e HLA-F. Localizado no braço curto do cromossomo 6 o HLA-G possui uma baixo polimorfismo (apenas 68 alelos), se compararmos com as moléculas de MHC-I clássicas como HLA-A que possui 5 018 alelos, HLA-B com 6 096 e HLA-C com 4 852 polimorfismos. Essa baixa diversidade indica que o HLA-G não participa do processo de ativação dos linfócitos T CD8+, mas sim da imunorregulação principalmente de células NK. Em estados fisiológicos  expresso em tecidos da placenta, timo, pâncreas e algumas vênulas.

## Características Moleculares
O HLA-G se assemelha estruturalmente as moléculas de MHC-I, formado a partir de três cadeias α unidas por ligações dissulfeto e estabilizada pela união não covalente da β2 microglobulina. Sua expressão é feita tanto na forma de receptor de membrana, quanto solúvel. Existem 7 isoformas da proteína, todas geradas a partir do splicing alternativo do gene HLA-G. As isoformas HLA-G1 a -G4 possuem caudas citoplasmáticas que ancoram na superfície celular já as isoformas -G5 a -G7 não traduzem essa região sendo liberados diretamente na forma solúvel.

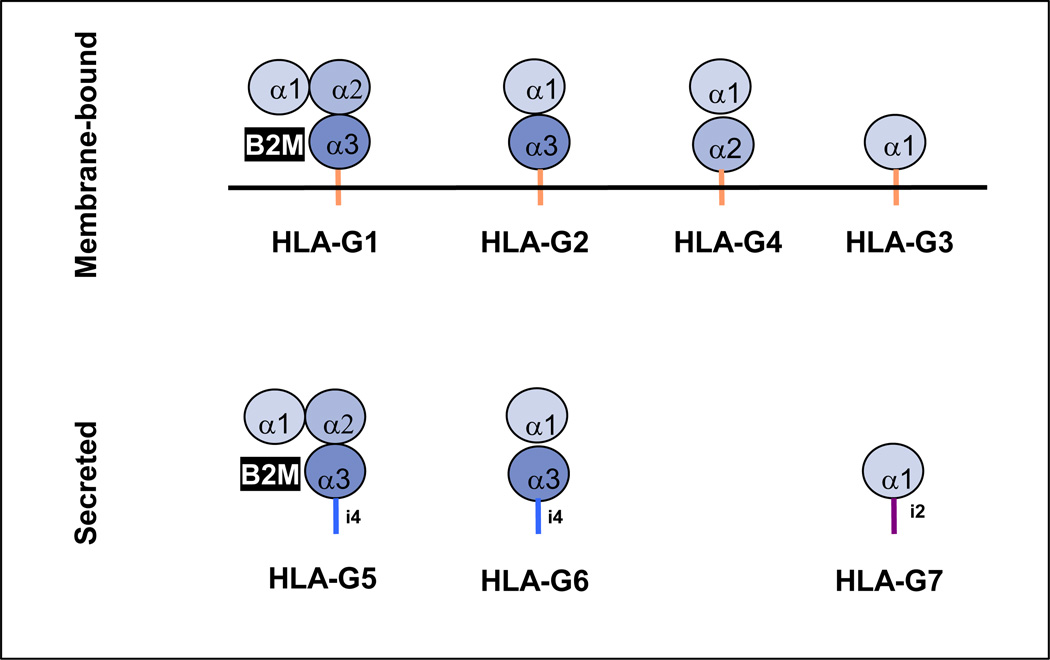
Todas as isoformas de HLA-G geradas por combinação diferente de éxons (splicing alternativo).